# Diesdorf
Diesdorf est une commune (qui a le statut de marché, flecken) allemande située dans l'arrondissement d'Altmark-Salzwedel et l'état (land) de Saxe-Anhalt. Diesdorf est, avec la commune de Beetzendorf, le siège de la communauté d'administration de Beetzendorf-Diesdorf.

## Géographie

### Quartiers

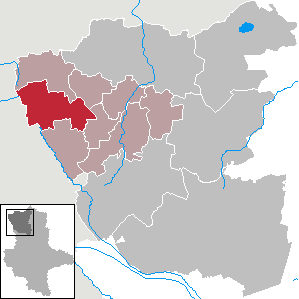
Situation de Diesdorf dans l'arrondissement d'Altmark-Salzwedel

| - Abbendorf - Bergmoor - Dankensen - Diesdorf - Dülseberg - Haselhorst - Höddelsen | - Hohenböddenstedt - Hohengrieben - Lindhof - Mehmke - Molmke - Neuekrug - Peckensen | - Reddigau - Schadeberg - Schadewohl - Waddekath - Wüllmersen |

## Histoire
Diesdorf a été mentionnée pour la première fois dans un document officiel en 1112.

## Personnalités liées à la ville
- Fritz Darges (1913-2009), militaire né à Diesdorf.
- Friedrich Sonnemann (1922-2014), homme politique né à Lindhof.